# 코마츠 미호 2nd ~미라이~
《코마츠 미호 2nd : 미래》(일본어: 小松未歩 2nd 〜未来〜 こまつみほ セカンド みらい[*])는 코마츠 미호의 2번째 음반이다.

## 내용
- 1998년 12월 19일에 발매.
- 〈소원은 단 하나〉에서 〈얼음 위에 서 있는 것처럼〉까지의 4개의 싱글 곡 등을 수록한 2번째의 음반이다.
- 오리콘 차트에선 첫 등장 3위를 기록하고 있다. 이것은 자신의 전작품 중에서 싱글 〈찬스〉와 같은 자신의 최고 순위를 기록하고 있다.
- 오리콘 초동판매는 20만장을 돌파하며, 누적으로는 60만장, 출하매수로 해서 80만장을 달성하는 등, 코마츠 미호의 싱글 및 음반 전작품 중에서 최대의 판매를 꼽은 작품이 됐다.
- 발매에 즈음하여, 각 CD 숍에 있어서 구입자 특전으로 다양한 특수제작인 노벨티 굿즈가 배포되는 등, 프로모션 내용도 충실했던 것이였다. 예를 들면, 신세이도에 있어서는 클리어 파일이 타워레코드에서는 콤팩트가 각각 구입특전으로 부속됐다.

## 수록곡
전체 작사과 작곡은 코마츠 미호. 전체 편곡은 후루이 히로히토이다.
1. 미래(未来)
구슈 전력 CM송
2. anybody's game
4번째 싱글.
3. 찬스(チャンス)
5번째 싱글. 자신 최고 순위를 기록하고 있다.
4. 얼음 위에 서 있는 것처럼(氷の上に立つように)
6번째 싱글.
5. 반응이 없는 사랑(手ごたえのない愛)
딘의 〈반응이 없는 사랑〉의 셀프 커버.
처음에는 타이업이 아니였지만, 음반 발매 후에 같은 곡이 게임 회사 톤킨하우스사에서 주목되어, 후에 톤킨하우스 플레이스테이션용 게임 소프트웨어 《L의 계절》 테마송으로 사용이 된다.
6. 당신의 리듬(あなたのリズム)
7. 1만 미터의 경치(1万メートルの景色)
4번째 싱글 〈anybody's game〉의 커플링곡.
8. 눈물(涙)
9. 정적 후(静けさの後)
10. 소원은 단 하나(願い事ひとつだけ)
3번째 싱글.
11. Deep Emotion

## 녹음 참가
- 오가 요시노부 - 기타
- 스즈키 히데토시 - 기타
- 우토쿠 케이코 - 코러스

## 같이 보기
- 코마츠 미후
- 후루이 히로히토
- 딘